# Stapeley
Stapeley est un hameau et une paroisse civile anglaise située dans le comté de Cheshire, au sud-est de Nantwich.